# Ovadia ben Jacob Sforno
Pour les articles homonymes, voir Ovadia.
 (octobre 2009).
Ovadia Sforno (hébreu : עובדיה ספורנו, Cesena, Italie, 1470- Bologne, 1550) est un rabbin, médecin et philosophe, considéré comme l'un des plus importants exégètes juifs de la Bible, et l'une des grandes figures du judaïsme italien à l'époque de la Renaissance italienne.

## Biographie
Figure du judaïsme médiéval italien, Ovadia ben Jacob Sforno vécut une période où les relations se troublèrent entre les Juifs et les Gentils d’Italie, à la suite de l'Inquisition espagnole, à l’établissement de lois antijuives en Italie et à l’inimitié papale.
Il reçut une éducation religieuse et laïque, s’inscrivit à l’université de Rome, où il étudia la philosophie, les mathématiques et la médecine. Il fut diplômé médecin en 1501 et s’installa ensuite à Bologne, où il fonda une yeshiva.
Il meurt en 1550, juste avant l'application de lois antijuives, de persécutions, y inclus une crémation publique du Talmud en 1553 assortie d'une interdiction de l'étudier. Les Juifs italiens devront donc se concentrer sur le Ein Yaakov, ouvrage compilant tous les passages aggadiques du Talmud de Babylone.

## Œuvre
Bien qu'il fût considéré comme une autorité halakhique d’Italie, sa célébrité est principalement due à son commentaire biblique, connu par la postérité sous le nom du « Sforno ».
Ses commentaires tentent d’apporter une explication directe au Texte. Néanmoins, on trouve trace de ses intérêts pour la politique et la science, particulièrement celle attenant à la médecine, dont la biologie.
Dans l’introduction à son commentaire, il écrit qu’il s’est senti obligé de le faire car « notre peuple erre en terre étrangère, et concentre ses efforts sur l’accumulation de richesses, pressentant que ça les protégera des exigences de leur temps. Ceci aboutit à un état dans lequel ils n’ont plus de temps à consacrer aux miracles et à la sagesse de notre Torah, et les amène même à remettre son importance en question, devenant fermés à ses enseignements car ils ne le comprennent pas convenablement. »